# Anthony Corbett
Anthony Corbett (né le 8 juin 1962 en Jamaïque) est un joueur de football international jamaïcain, qui évoluait au poste de défenseur, avant de devenir entraîneur.

## Biographie

### Carrière de joueur

#### Carrière en sélection
Avec l'équipe de Jamaïque dont il est parfois le capitaine, Corbett figure dans le groupe des sélectionnés lors des Gold Cup de 1991 et de 1993.
Il joue 11 matchs comptant pour les tours préliminaires de la coupe du monde, lors des éditions 1990 et 1994.

## Palmarès
Hazard United
- Championnat de Jamaïque (1) :
  - Champion : 1992-93.